# Château de Saint-Germain-lès-Buxy
Le château de Saint-Germain-lès-Buxy est situé sur la commune de Saint-Germain-lès-Buxy en Saône-et-Loire, dans la région Bourgogne-Franche-Comté.

## Historique
À l'origine se trouvait à cet emplacement un château fort du XVe siècle. Sur ses bases, Henry de la Roche-Nully fait construire par Maurice Ouradou un château de style troubadour.
Il fait l’objet d’une inscription au titre des monuments historiques depuis le 21 mai 2013.
Le parc à l'anglaise comporte un chêne pédonculé classé arbre remarquable de France.

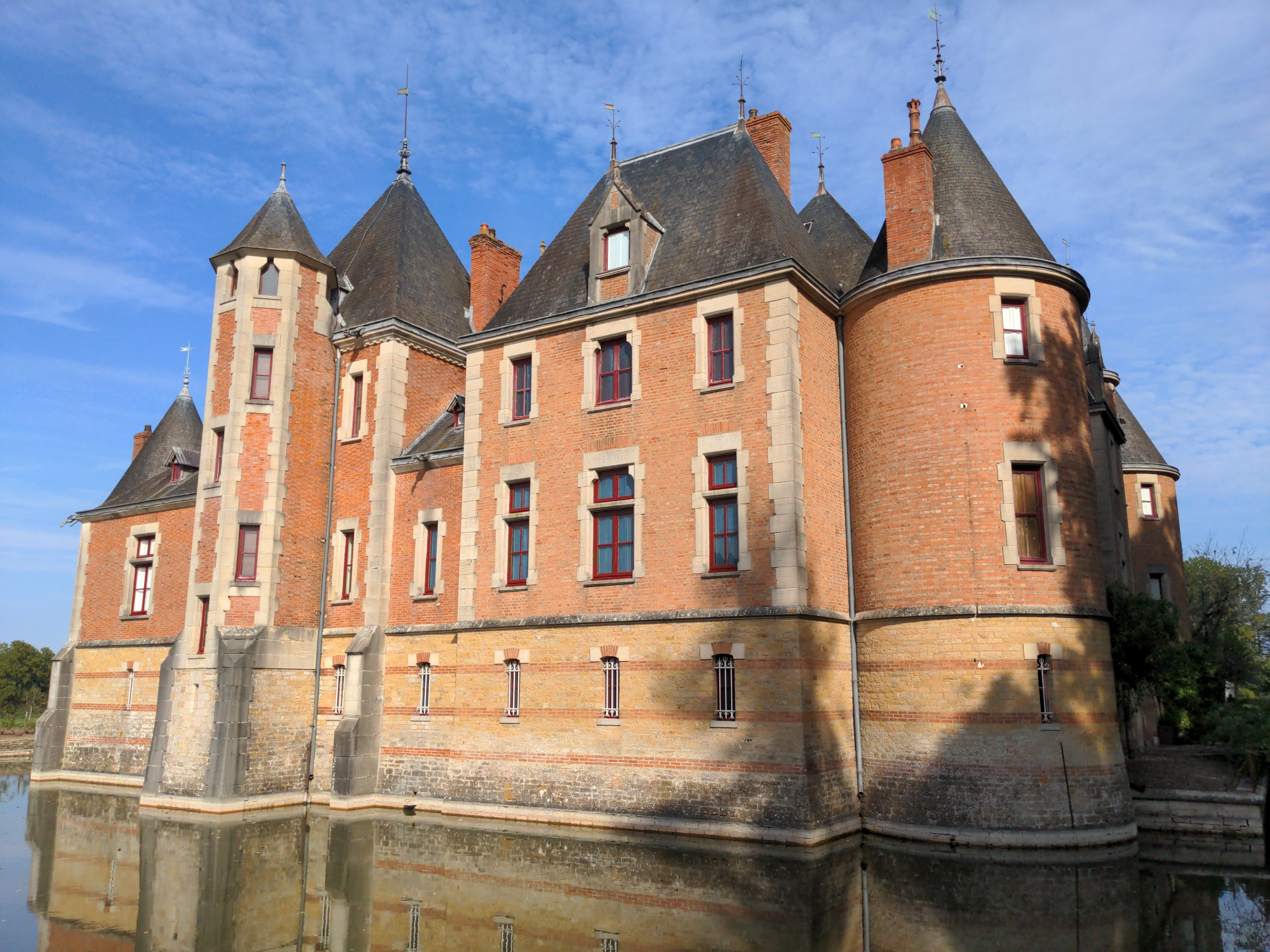
Vue de dos
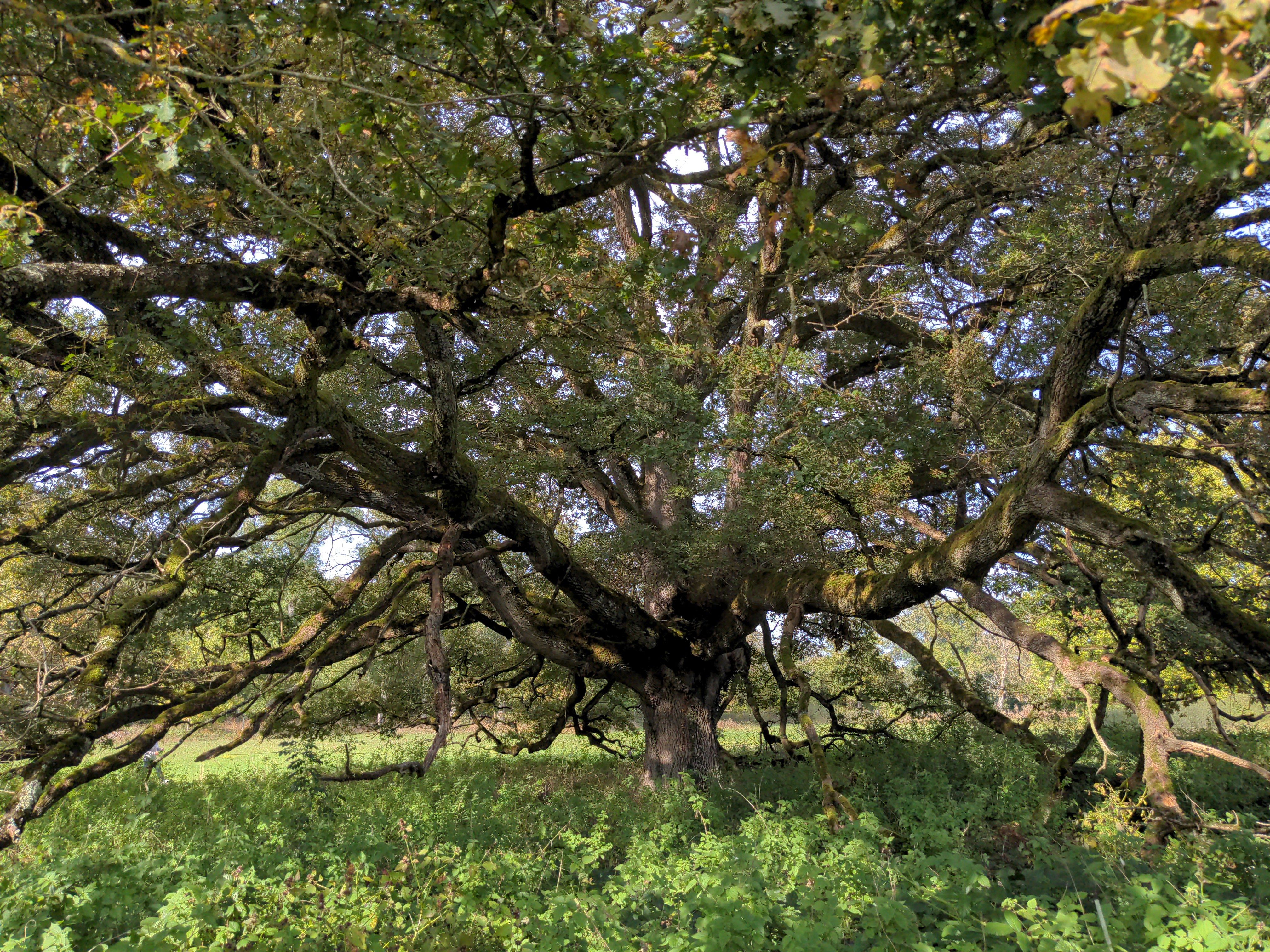
Chêne pédonculé

## Annexe